# Nawasjolki (Breszkaja, Kobryn, Astromitschy)
Nawasjolki (belarussisch Навасёлкі, russisch Новосёлки) ist eine Ortschaft in Belarus.
Der Ort liegt im Selsawet Astromitschy des Rajon Kobryn der Breszkaja Woblasz.